# Eckhard Herrmann (Bildhauer)

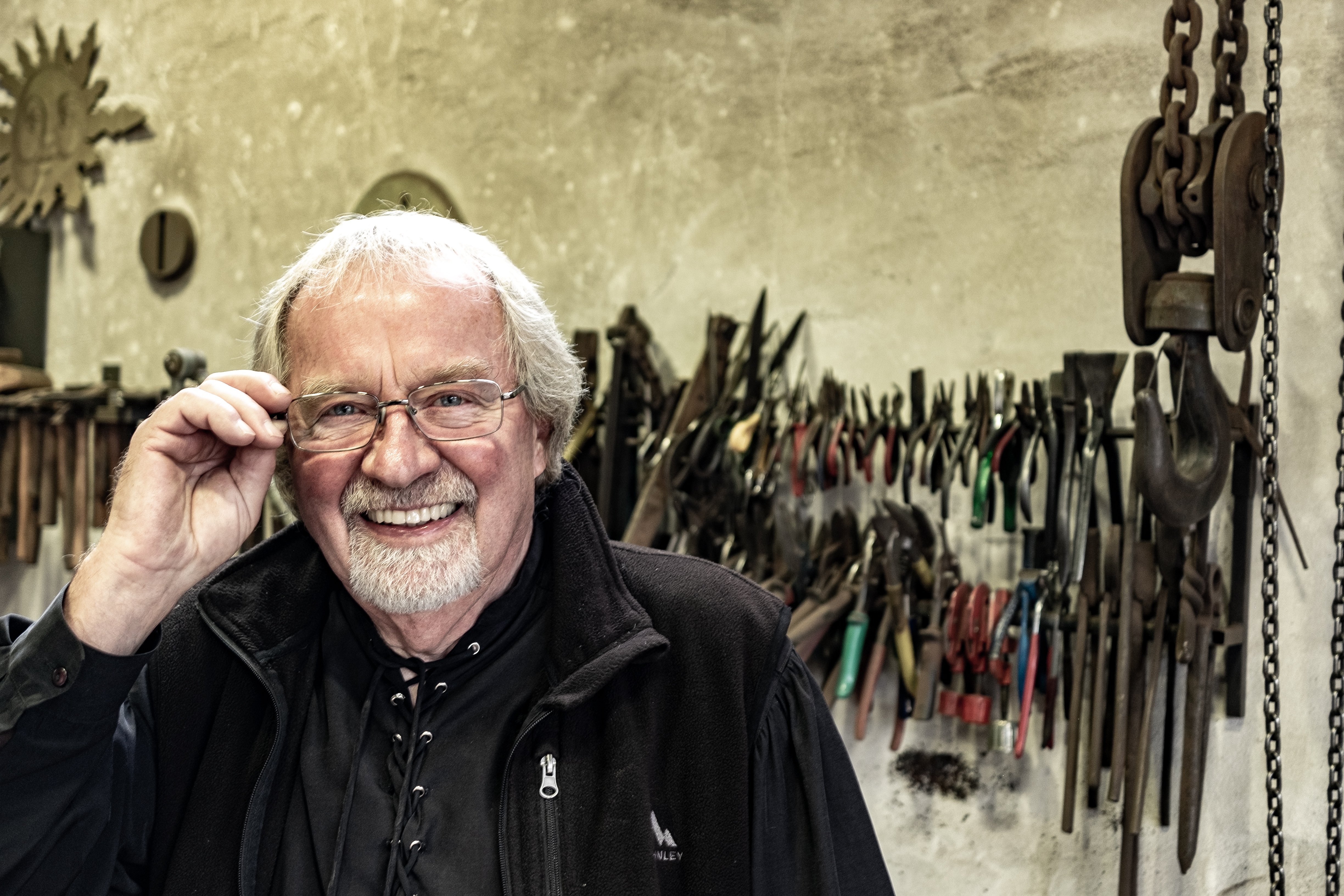
Eckhard Herrmann 2023

Andreas Bogdain (li.) und Eckhard Herrmann (2007)

Eckhard Herrmann (* 24. Juli 1949 in Finowfurt) ist ein deutscher Künstler und Metallbildhauer.

## Leben
Eckhard Herrmann erlernte den Beruf des Maschinenbauschlossers. Von 1969 bis 1974 studierte er in der Fachklasse von Gerhard Lichtenfeld Metallgestaltung an der Hochschule für industrielle Formgestaltung Halle, Burg Giebichenstein und schloss mit Diplom ab. Seit 1974 arbeitet er als freischaffender Künstler in Eberswalde. Er war bis 1990 Mitglied des Verbands Bildender Künstler der DDR. 1986 wurde er mit dem Preis für künstlerisches Volksschaffen geehrt.
Herrmann fertigt überwiegend Skulpturen, Plastiken und Modelle sowie Metallbilder aus verschiedenen Materialien an, bevorzugt Kupfer, Edelstahl, Messing, Stahl, Aluminium, Naturstein und Emaille. Er ist spezialisiert auf architekturbezogene Kunst im Innen- und Außenraum.
Sein Atelier befindet sich im Familiengarten Eberswalde, im ehemaligen Blechenhaus. Zahlreiche seiner Skulpturen zieren das Stadtbild von Eberswalde, so vor der Goethe-Realschule, dem Krankenhaus, der Sparkasse oder im Familiengarten. Weitere Skulpturen von ihm findet man in der Havellandklinik Nauen, der Asklepios Klinik Birkenwerder, in Frankfurt (Oder)-Neuberesinchen, in Eisenhüttenstadt und in Hanau. Die Skulptur in Hanau wurde 2007 entwendet, jedoch am 15. September 2008 als Duplikat erneut übergeben. In Althüttendorf wurde 2013 eine Skulpturengruppe mit drei nordischen Schicksalsgöttinnen enthüllt. Im Jahr 2014 wurde Herrmann beauftragt, in Anklam ein Denkmal zu Ehren von Otto Lilienthal und Gustav Lilienthal zu errichten. Er schuf eine vier Meter hohe Säule aus Kupfer, auf der eine zwei Meter hohe Figur steht.

## Werke des Künstlers (Auswahl)

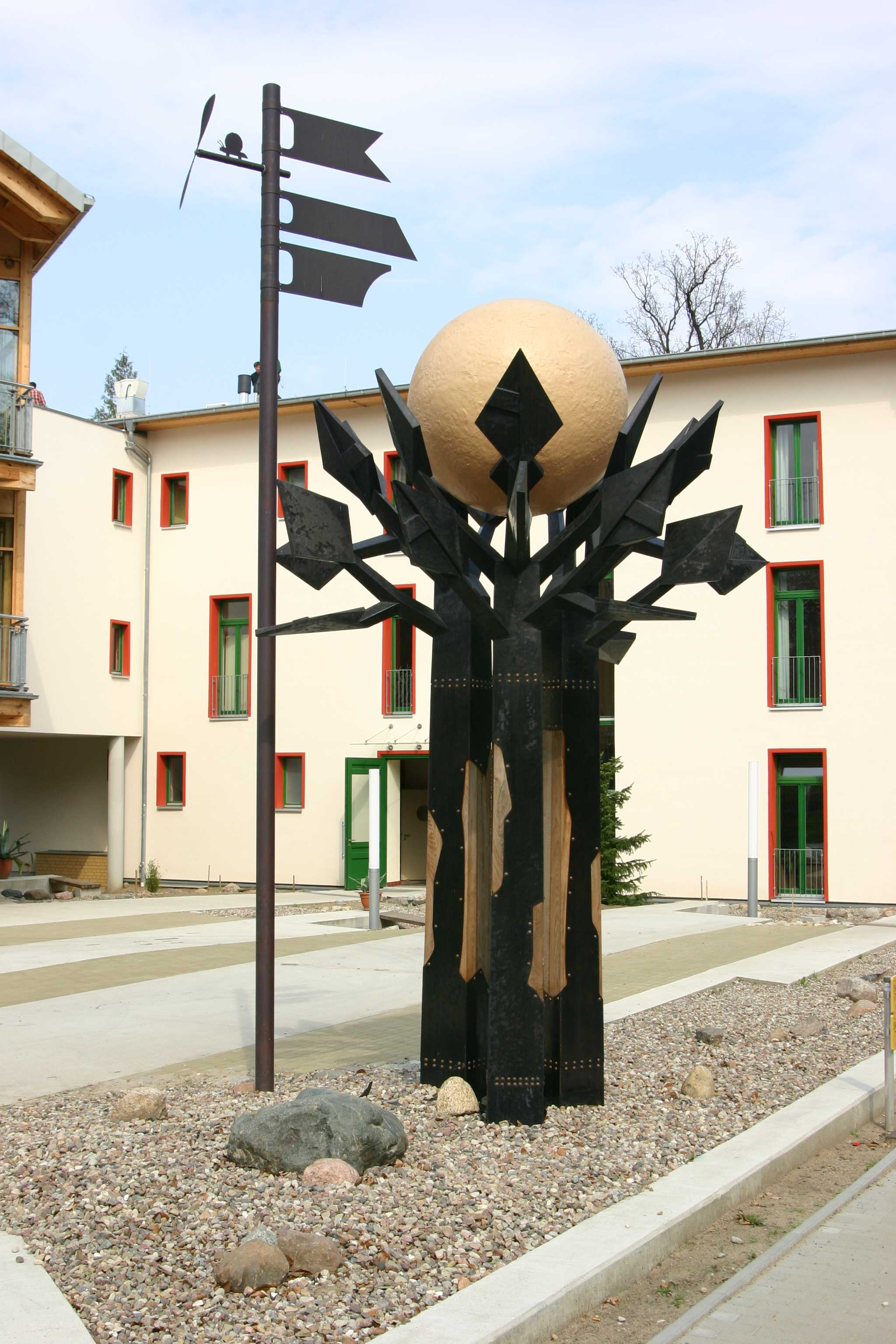
Skulptur vor dem Wald-Solar-Heim
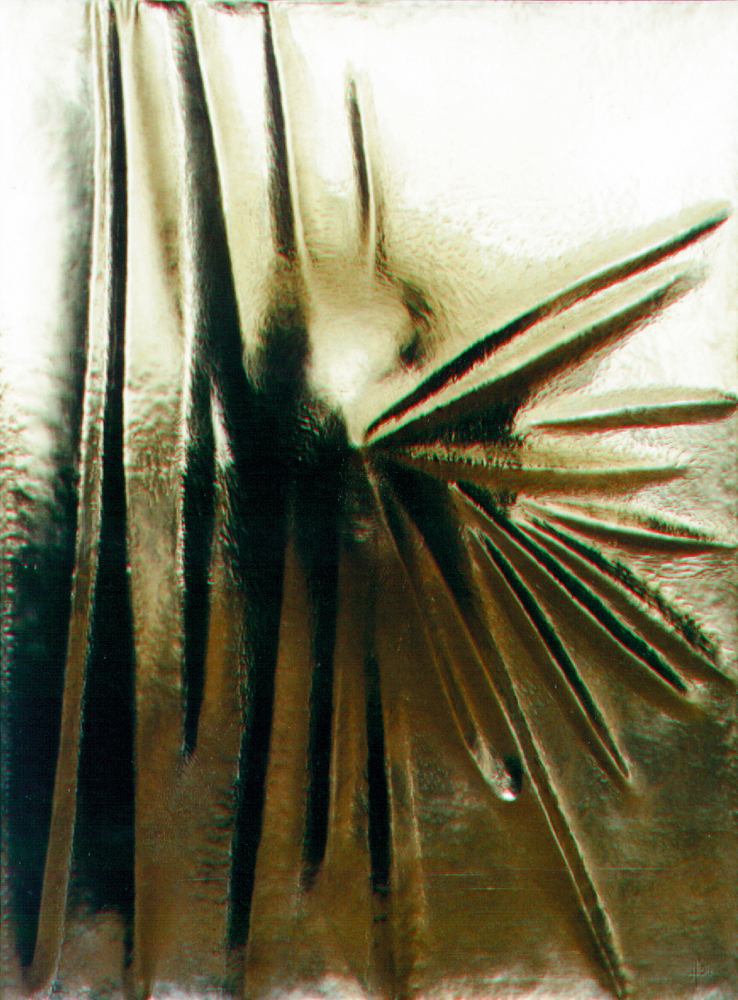
Metallbild „Jedermann“
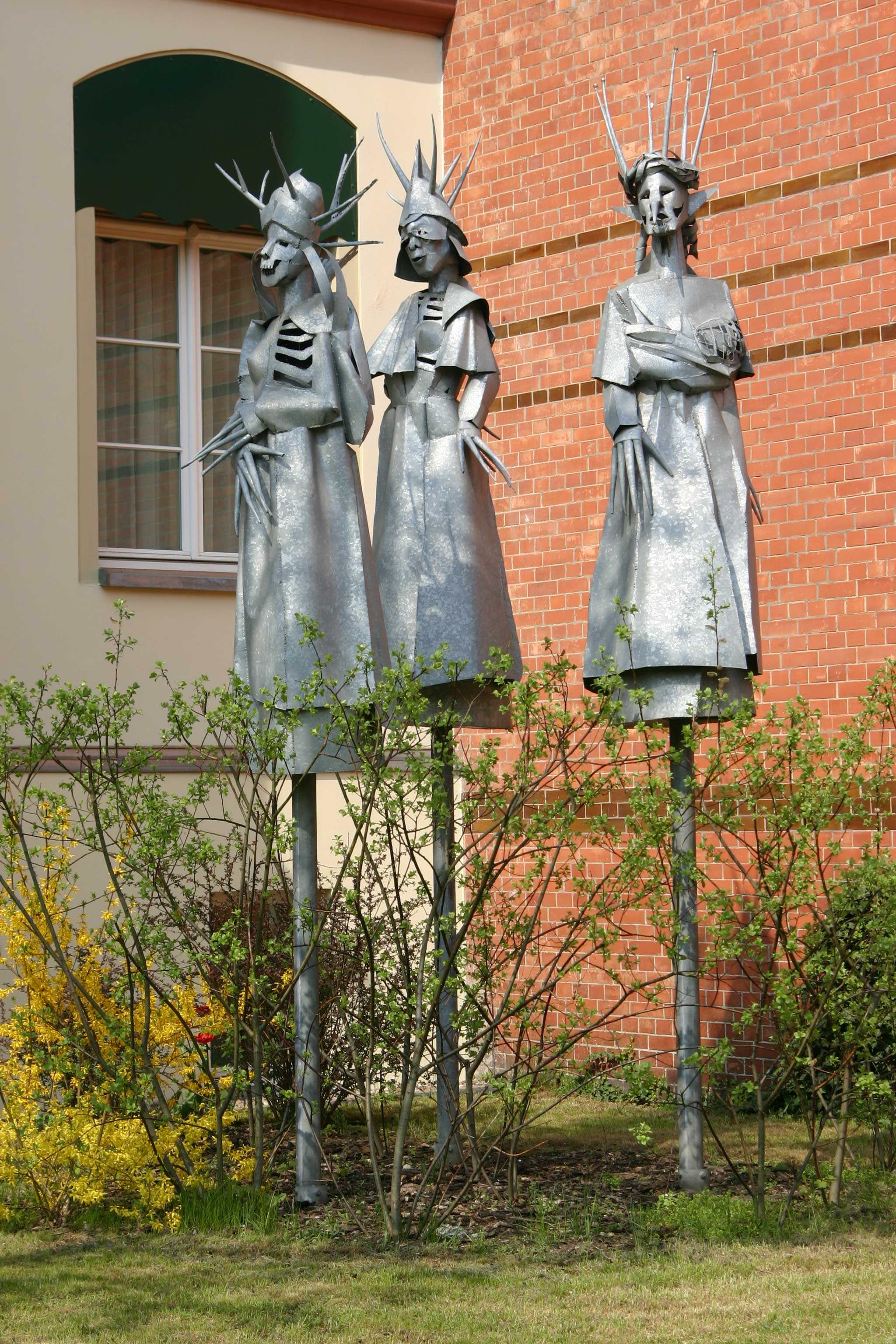
Statuengruppe vor der Realschule „finis coronat opus“ (das Ende krönt das Werk)
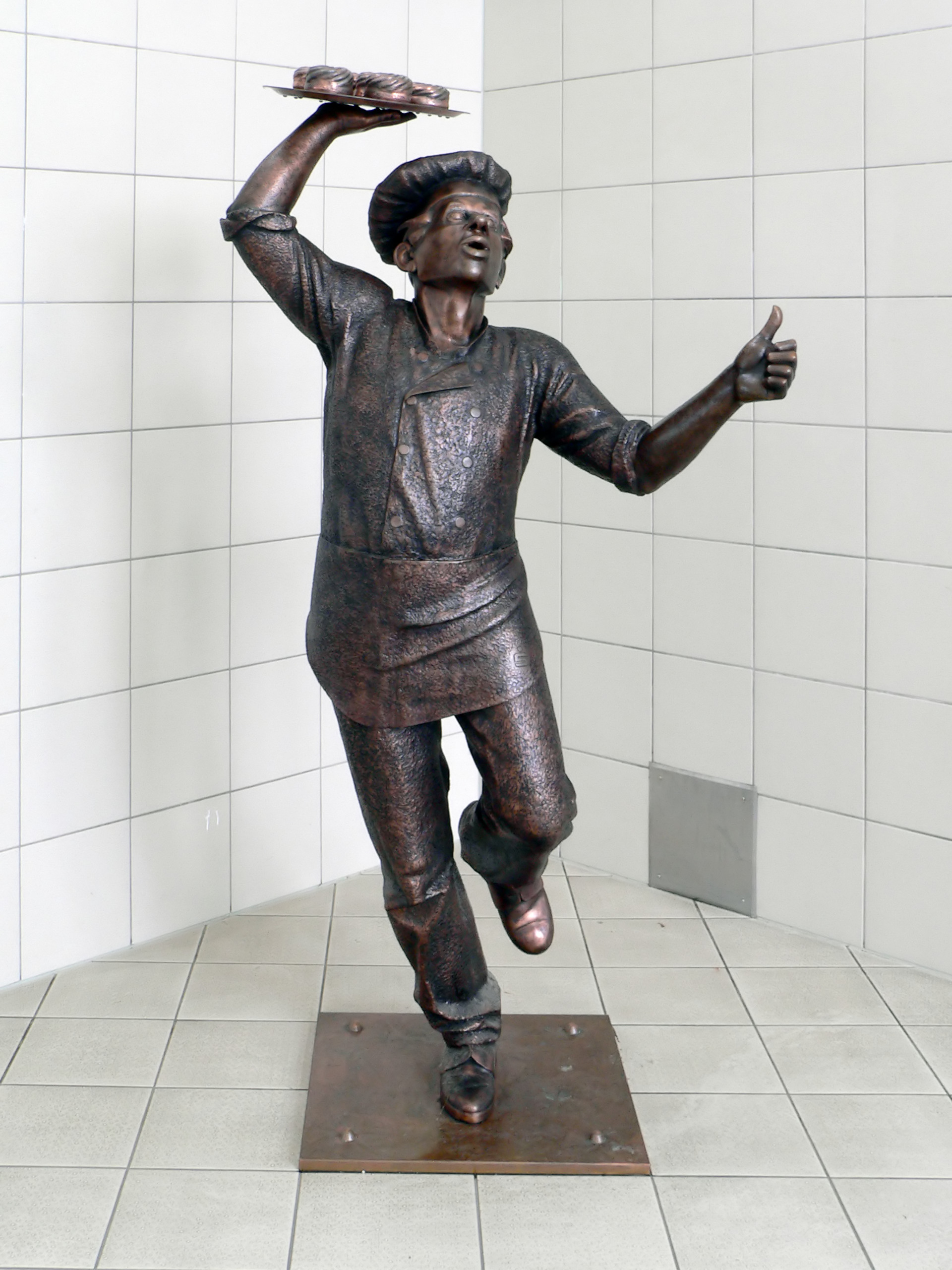
Skulptur im Bahnhof Eberswalde: „Bäckerbursche“
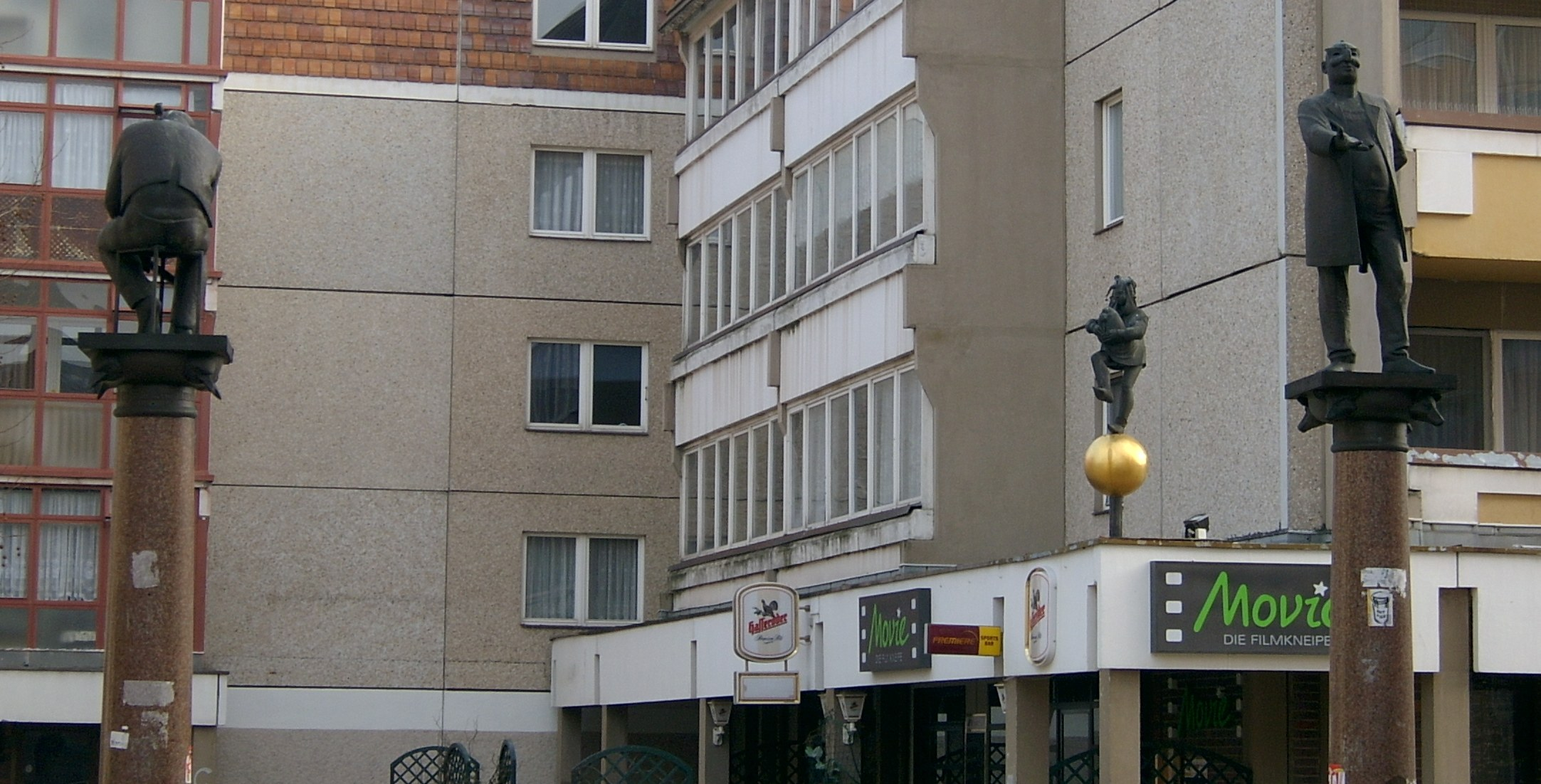
Skulpturengruppe in Frankfurt (Oder)
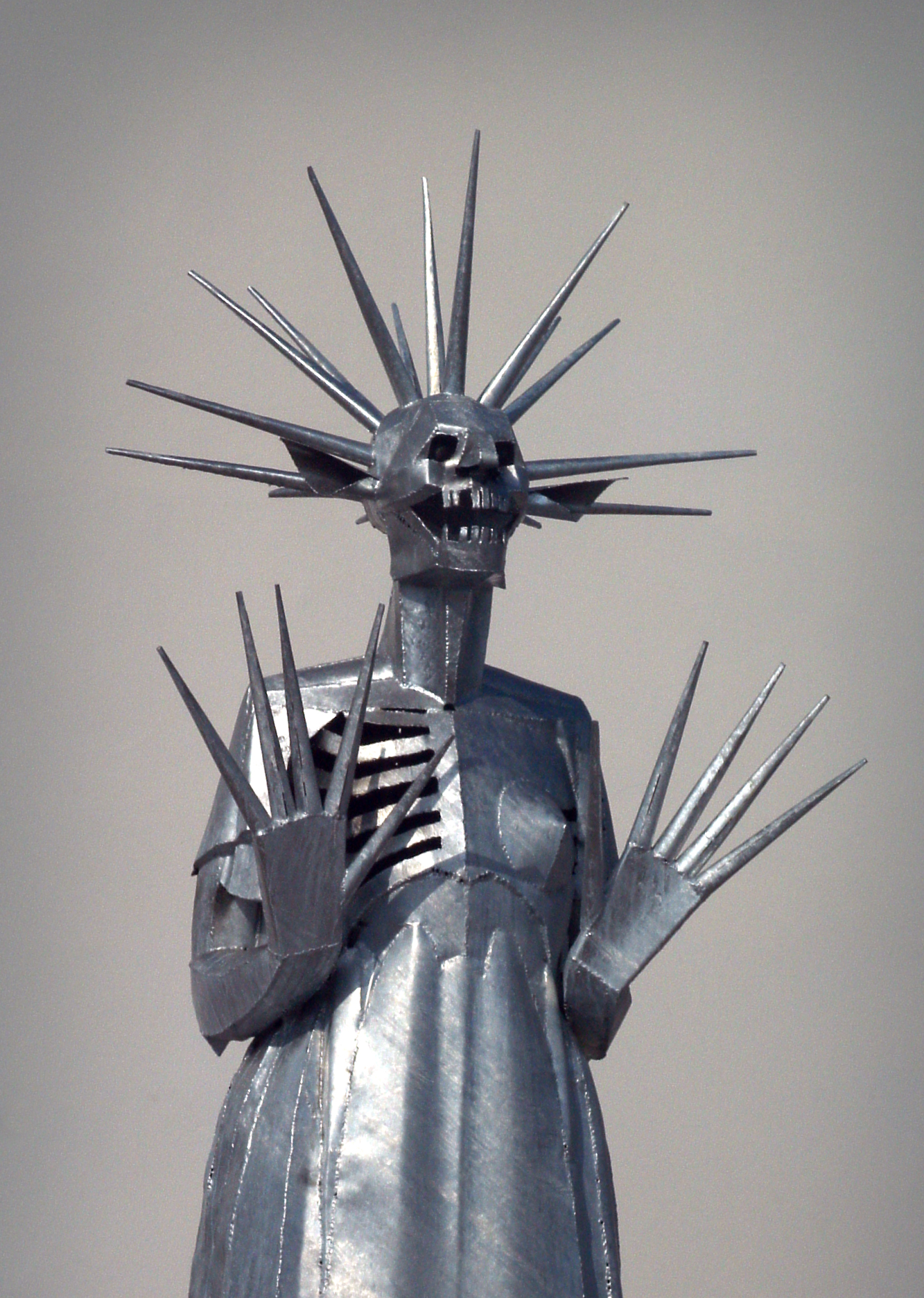
Skulptur im Familiengarten Eberswalde: „Windsbraut“
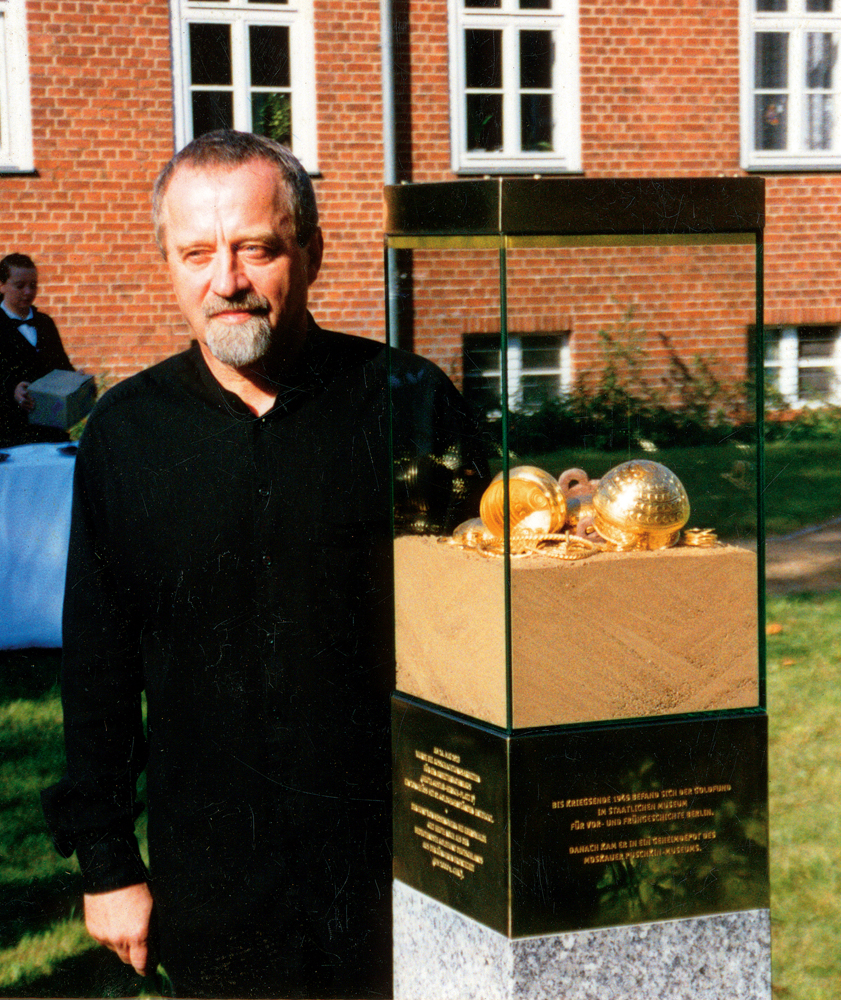
Stele Eberswalder Goldschatz
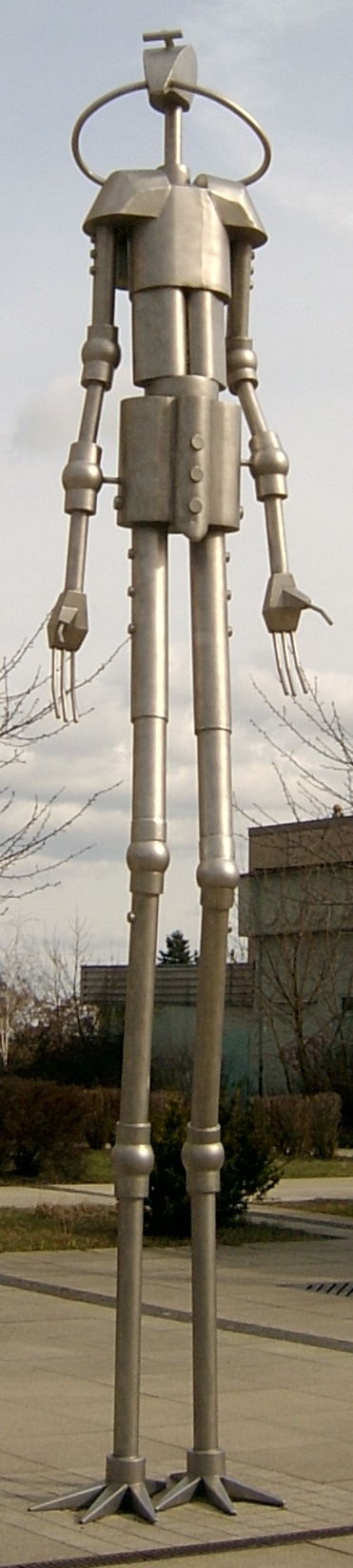
„Besucher“, Frankfurt (Oder)
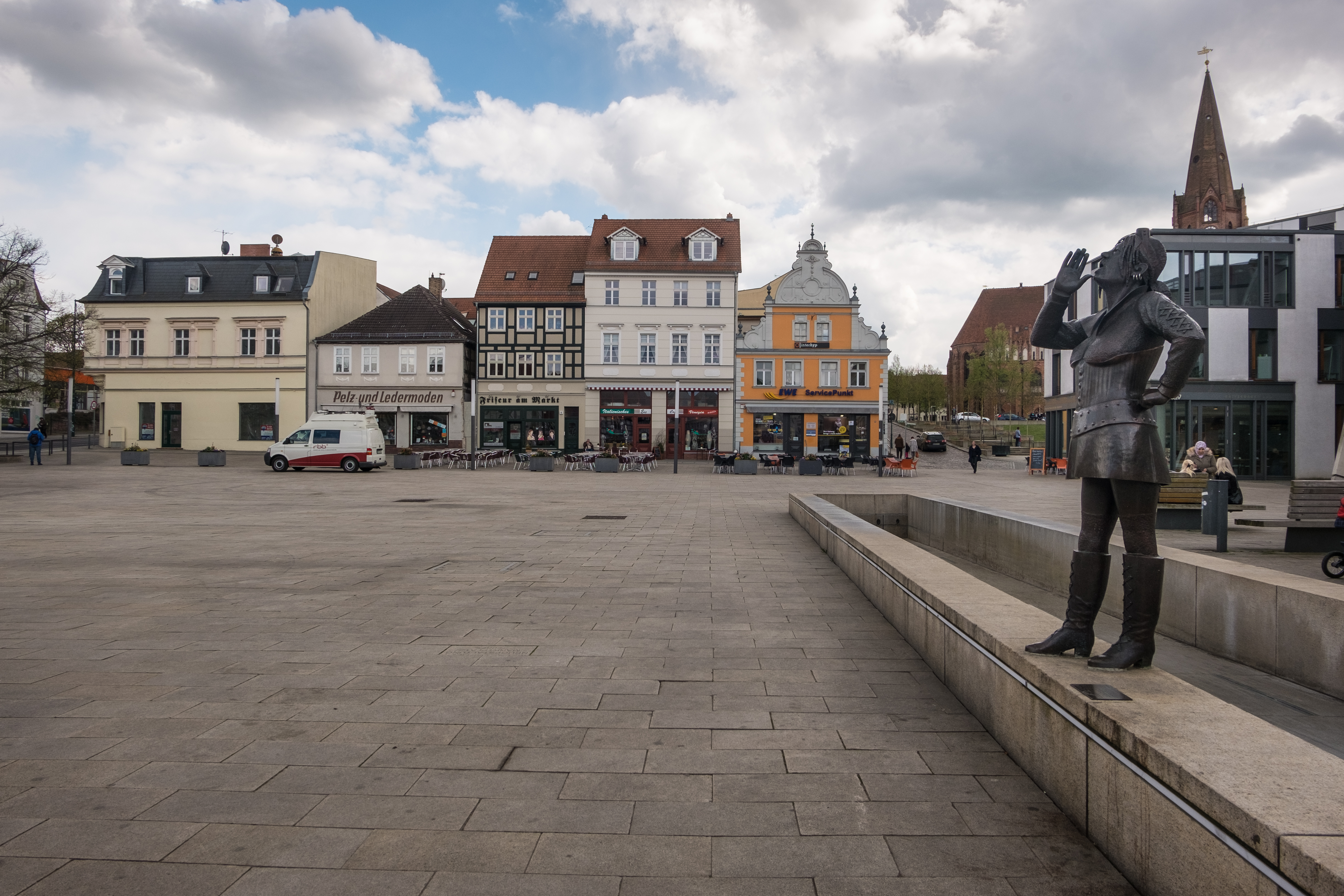
„Die Rufende“ am Marktplatz Eberswalde
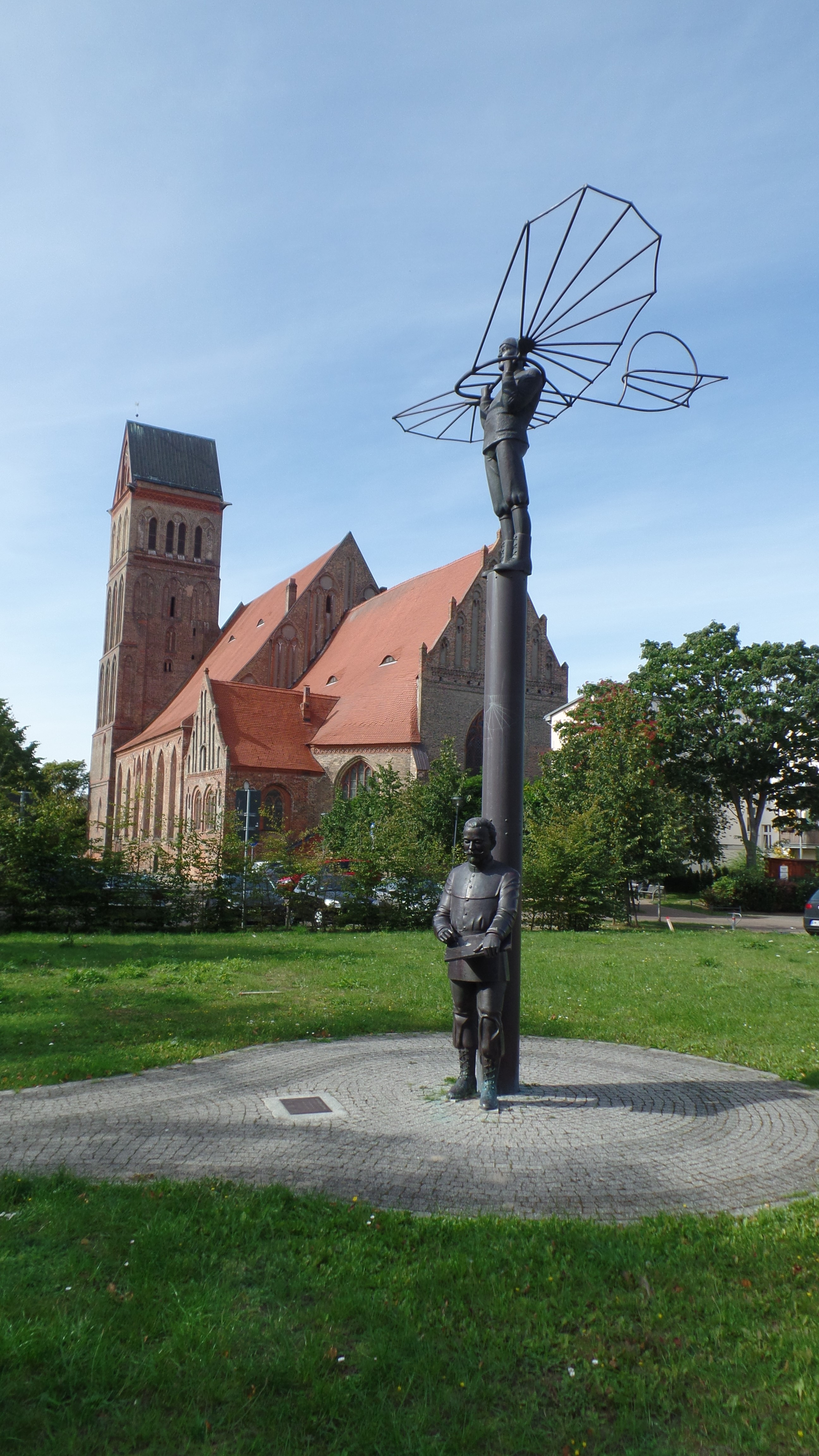
Denkmal für die Brüder Lilienthal vor der Anklamer Marienkirche
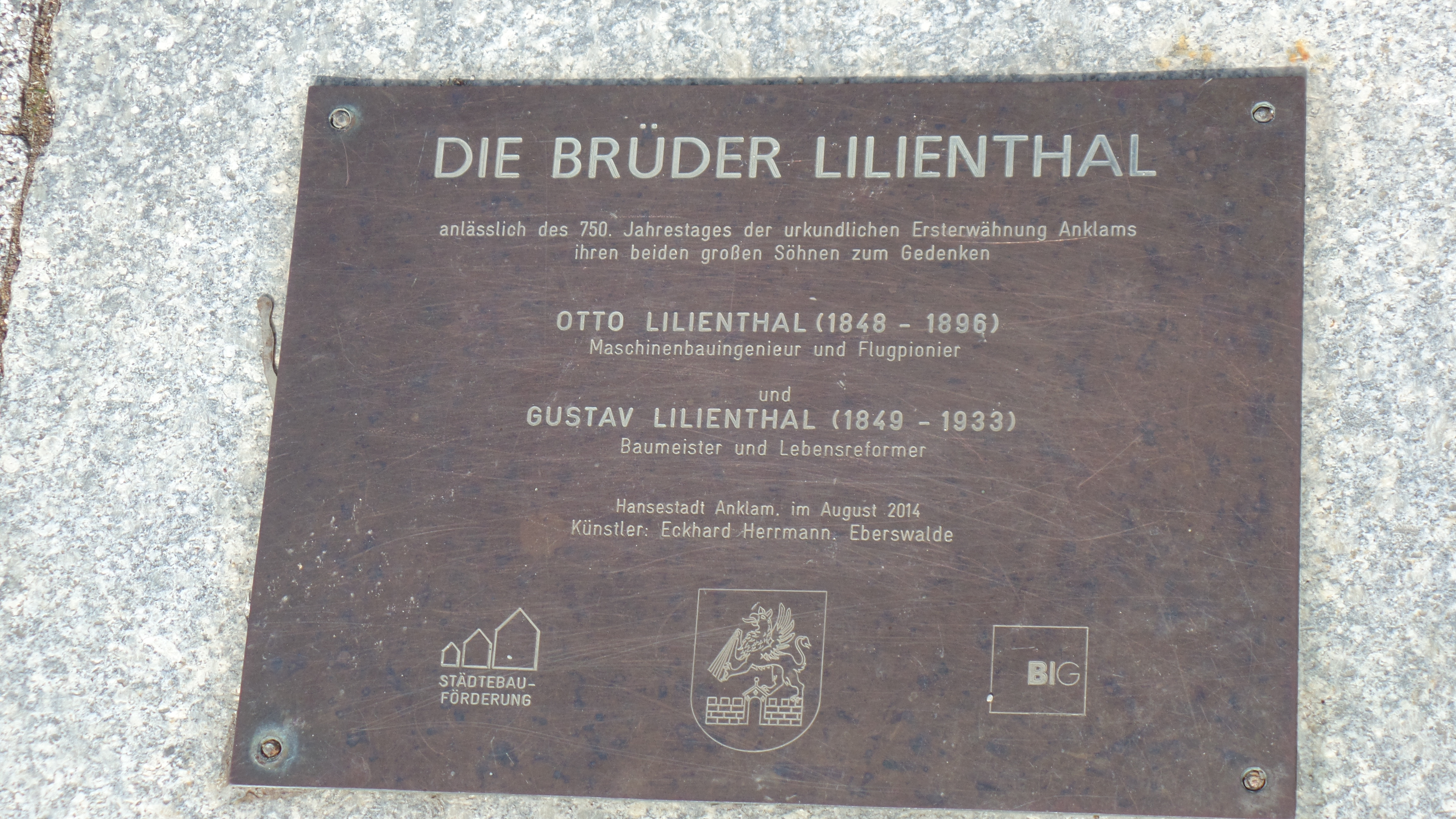
Infotafel des Lilienthal-Denkmals vor der Marienkirche (wegen Hausneubau demontiert)

## Teilnahme an zentralen und wichtigen regionalen Ausstellungen in der DDR
- 1976, 1979 und 1985: Frankfurt/Oder, Bezirkskunstausstellungen
- 1980: Frankfurt/Oder, Sport- und Ausstellungszentrum („Junge Künstler der DDR “)